# Colt's Manufacturing Company
Colt's Manufacturing Company (CMC) er en amerikansk våbenproducent, der blev grundlagt i 1847 af Samuel Colt.
Firmaet er kendt for de forskellige våben det designede og producerede i den sidste halvdel af det 19. århundrede, og i det 20. århundrede. De civile og militære skydevåben fra Colt bruges både i USA og i mange andre lande.
Blandt de mest kendte våben fra Colt er deres Colt .45 revolver, og senere revolvere som Colt Python og Colt Anaconda. John Browning arbejdede også for Colt i en overgang. Det resulterede i først Colt M1900 pistolen, og senere den berømte Colt M1911 pistol.
Selv om Colt ikke designede M16 riflerne, stod de for produktionen i mange år, ligesom de også stod for flere våben bygget over M16 designet. Deriblandt M4 karabinen.

## Colt Defense
I 2002 blev firmaet delt i Colt Defense, der producerer våben til politi og militær, mens den civile våbenproduktion beholdt sit gamle navn, Colt's Manufacturing Company. Colt Defense producerer blandt andet M1911 pistolen, M4 karabinen, M16 stormgeværet og M203 granatkasteren.
Den Canadiske våbenproducent Diemaco er blevet opkøbt af Colt Defense, og hedder nu Colt Canada. Colt Canada producerer C7-riflen, C8 karabinen og LSW støttevåben til det danske militær.

## Samling (udvælgelse) påMetropolitan Museum of Art, New York
- Colt Paterson Percussion Revolver, No. 3, Belt Model, Serial no. 156 (ca. 1838)
- Colt Paterson Percussion Revolver, No. 5, Holster Model (ca. 1840)
- "Wells Fargo" Colt Revolver (ca. 1851)
- Colt Dragoon Percussion Revolver, Third Model, serial no. 12403 (1852)
- Colt Third Model Dragoon Percussion Revolver, Serial Number 12406 (ca. 1853)
- Colt Model 1855 Pocket Percussion Revolver, Serial no. 4460 (1855)
- Colt Model 1861 Navy Percussion Revolver, serial no. 12240 (1863)
- "Peacemaker" Colt Single-Action Army Revolver, serial no. 4519 (1874)

- Wikimedia Commons har flere filer relateret til Colt's Manufacturing Company

| Militær | Spire Denne artikel om militær er en spire som bør udbygges. Du er velkommen til at hjælpe Wikipedia ved at udvide den. |